# Danny Flores
Daniel Flores, noto anche come Chuck Rio (Santa Paula, 11 luglio 1929 – Huntingon Beach, 19 settembre 2006) è stato un sassofonista e compositore statunitense.

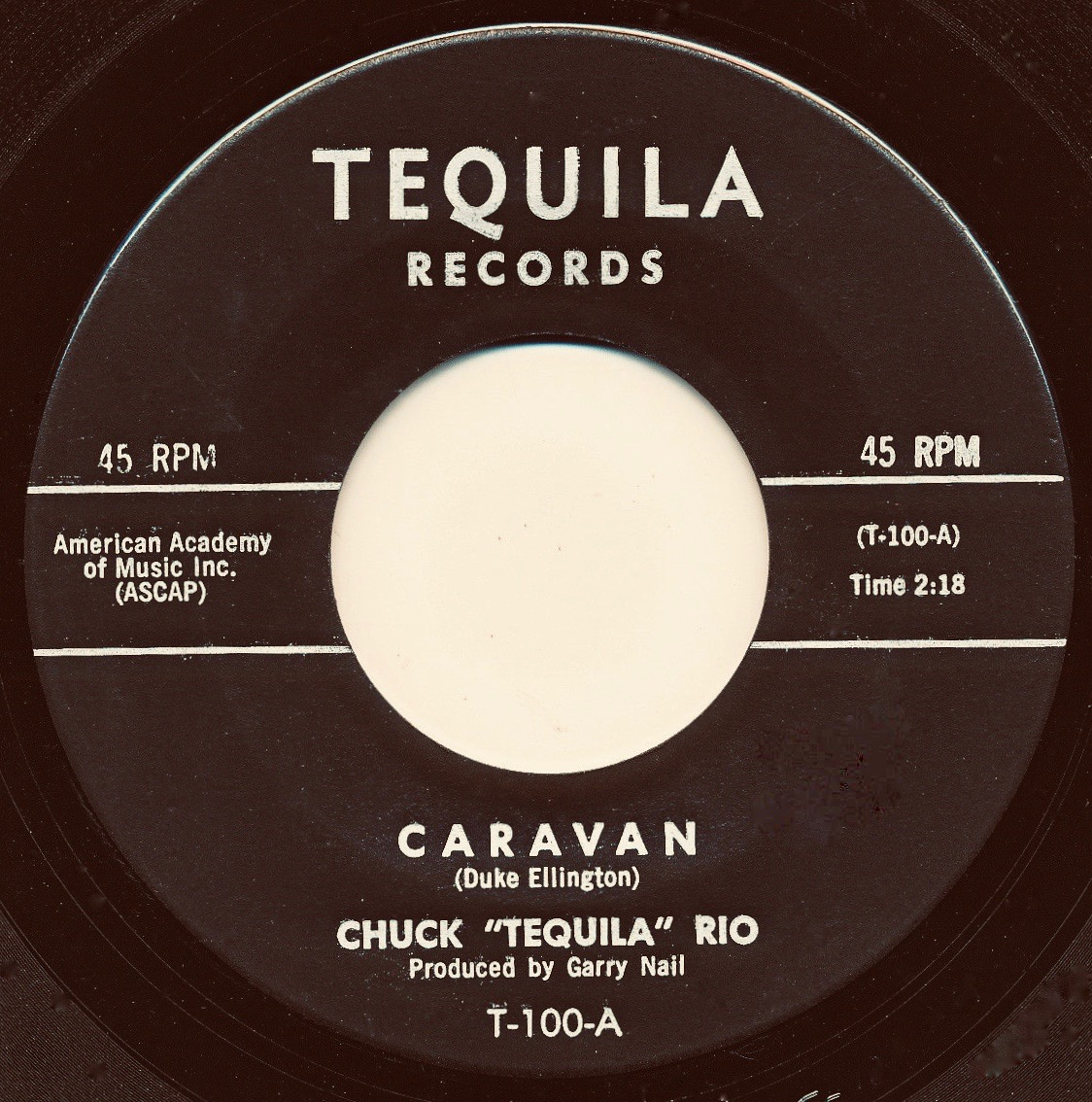
Etichetta omage a Tequila

Flores si avvicinò come chitarrista e cantante a diversi generi musicali, jazz, country, pop, R&B - per intrattenere i frequentatori dei club di Long Beach dove si esibiva con  il suo quartetto proponendo le cover di brani famosi. In seguito, influenzato dal sound growl del sassofonista jazz Vido Musso, decise di dedicarsi completamente al sassofono.
Qualche tempo dopo aver formato con il chitarrista Buddy Bruce il gruppo rock The Champs, raggiunse la notorietà grazie alla composizione e all'aggressiva, graffiata esecuzione  al sax (con lo pseudonimo di Chuck Rio) del tema di Tequila. Nel 1958 il brano ottenne un grande successo internazionale, raggiungendo la prima posizione nella "Billboard Chart" (mantenendola per cinque settimane) e nella "UK Top Five". Dopo il successo di Tequila e per la commistione fra rock and roll e musica chicana che caratterizzò il suo stile, Danny Flores venne definito "The Godfather of latin rock".
È morto il 19 settembre 2006, all'età di 77 anni, a seguito delle complicanze causate da una polmonite